# SIM2 Multimedia
SIM2 Multimedia è un marchio italiano di elettronica di consumo di proprietà della 3 Video Multimedia S.r.l. di Pordenone. Fondata nel 1996 come divisione multimediale della Sèleco, specializzata nella produzione di videoproiettori per uso domestico e professionale, dal 2015 la medesima attività viene svolta dalla SIM2 BV International S.r.l., con sede e stabilimento a Rivignano Teor, in provincia di Udine.

## Storia
L'ingresso della Sèleco di Pordenone nel settore multimediale avvenne nel 1995, con l'avvio della produzione di monitor e videoproiettori. Tale attività, nel marzo 1996, venne scorporata e confluì in una società denominata Seleco Multimedia S.r.l.. Quattro mesi più tardi, a luglio, l'Italtel e la finanziaria Friulia della Regione Friuli-Venezia Giulia, acquistarono il 33% ciascuno delle quote societarie, e la società cambiò ragione sociale in Sèleco Italtel Multimedia S.p.A. (SIM), con capitale di lire 30 miliardi, per operare su due tipologie di prodotti: decoder satellitari e grandi display multimediali professionali.
Nel 1997, Sèleco fallì, e la sua partecipazione in SIM venne rilevata all'asta dalla Formenti di Lissone. Divenuta SIM2 Multimedia S.p.A. nel 1998, a quell'anno realizzò un fatturato di 48 miliardi di lire. Fin da subito, l'azienda friulana si impose come uno dei maggiori produttori mondiali di decoder (di cui era fornitore per le pay-tv TELE+ e Stream TV) e videoproiettori, ritagliandosi una considerevole fetta di mercato in Italia e all'estero, posizionandosi dietro soltanto ai colossi giapponesi Sony e NEC. Nel 1999, SIM2 fece ingresso negli Stati Uniti, all'epoca il più importante mercato dell'home theatre a livello mondiale.
Formenti era divenuta socio di maggioranza dell'azienda con il 66% delle quote attraverso la Formenti-Seleco S.p.A., avendo rilevato anche quelle possedute da Italtel. Nel 2002, l'azienda friulana occupava 120 addetti, contava tre filiali in Germania, Gran Bretagna e Stati Uniti, realizzava un fatturato di 30 milioni di euro e distribuiva i suoi prodotti in 45 paesi. L'anno seguente, nel 2003, sigla un accordo di collaborazione industriale con la NEC, per la fornitura al colosso giapponese di sistemi di proiezione proprietari basati sulla tecnologia DLP. Nel 2004, Formenti Sèleco assegna a SIM2 l'uso del marchio Brionvega.
Il Gruppo Formenti, in difficoltà finanziarie, nel 2004 va in autoliquidazione, e affidato successivamente alla gestione commissariale, due anni più tardi cede marchi e rami di attività: nell'agosto 2006 il 66,67% di SIM2 viene rilevato dalla FinSim S.r.l. di Maurizio Cini, che dal 1995 ricopriva la carica di amministratore delegato della stessa azienda pordenonese. Tre mesi più tardi, a novembre, SIM2 lancia il modello HT 5000, primo videoproiettore frontale a tre chip a risoluzione Full HD (1080p) sulla tecnologia DLP della Texas Instruments. Sempre nel 2006, l'azienda friulana ottiene il Good Design Award, premio di disegno industriale assegnato dal Chicago Athenaeum Museum of Architecture and Design. Nel 2009, sigla un accordo con la casa automobilistica tedesca Volkswagen per lo sviluppo e la fornitura degli schermi ultrapiatti Solar. Nello stesso anno, viene aperta la quarta filiale estera in Cina.
Nel 2010, con il fallimento della Super//Fluo (che aveva rilevato le attività ex Sèleco), SIM2 acquisisce la proprietà esclusiva del marchio Brionvega. L'anno successivo, nel 2011, l'azienda viene premiata al CES Innovation Award, la più grande fiera internazionale di elettronica di consumo promossa dalla Consumer Electronics Association, per il proiettore Grand Cinema C3X Lumis 3D. Nel 2012, SIM2 sigla un accordo con la danese Bang & Olufsen per la distribuzione dei videproiettori prodotti dall'azienda friulana nei suoi punti vendita sparsi nel mondo. Negli anni seguenti, SIM2, nonostante l'affermazione internazionale, entra in una fase di crisi dovuta al calo della domanda: nel gennaio 2015, viene decisa la cassa integrazione ordinaria per i 38 lavoratori dell'azienda. A Marzo-aprile, l'azienda, che aveva assunto la ragione sociale 3 Video Multimedia S.r.l., concede in affitto l'attività ad una sua controllata, la SIM2 BV International S.r.l., e fa richiesta di ammissione al concordato preventivo al Tribunale di Pordenone.
Nel 2018, la SIM2 BV International trasferisce sede e attività di produzione a Rivignano Teor, in provincia di Udine, e lo stabilimento di 40.000 m² di Vallenoncello, viene venduto all'azienda alimentare Molino di Pordenone.

## Informazioni e dati
SIM2 Multimedia è un marchio di proprietà della 3 Video Multimedia S.r.l. di Pordenone, la cui controllata SIM2 BV International S.r.l., con sede e stabilimento a Rivignano Teor, in provincia di Udine, produce e commercializza videoproiettori per uso domestico e professionale.
Nel 2019, SIM2 BV International S.r.l. ha realizzato un fatturato di 3,2 milioni di euro, e contava un numero di dipendenti pari a 14 unità.